# Le Pasteur (film)
Pour les articles homonymes, voir Le Pasteur.
Le Pasteur (en suédois : Prästen) est un film muet suédois, sorti en 1914 et dirigé par Victor Sjöström.

## Fiche technique
- Réalisateur : Victor Sjöström
- Scénario : Peter Lykke-Seest
- Production : Svenska Biografteatern AB

## Distribution
- Egil Eide
- Clara Pontoppidan
- William Larsson
- Richard Lund
- Justus Hagman
- Carlo Wieth
- Karin Alexandersson
- Victor Arfvidson
- Jenny Tschernichin-Larsson